# Louise Boyle
Louise Boyle (Grand Forks, 17 februari 1910 – Ithaca, 31 december 2005) was een Amerikaans fotografe. Ze werd bekend om haar beelden van voornamelijk zwarte landbouwarbeiders in het Amerikaanse Zuiden tijdens de Grote Depressie.
Boyle studeerde aan Vassar en ging vervolgens in de fotografie. In Ithaca opende ze een fotostudio voor commerciële en portretfotografie. Als socialist deed ze vrijwilligerswerk bij de Southern Tenant Farmers Union (STFU), een recent opgerichte vakbond van pachters in het Zuiden. In 1937 nodigde men haar uit om het leven en werk van de leden in Arkansas te fotograferen. Haar foto's – genomen met een Leica – leggen het leven vast van de pachters thuis, op het werk en in vakbondsvergaderingen. Haar werk is vergelijkbaar met dat van Walker Evans en Dorothea Lange, die het soms moeilijke leven vastleggen in spaarzame beelden, maar geeft ook de sterke gemeenschapsgeest van de Afro-Amerikaanse en blanke boeren weer. In 1982 keerde Boyle terug om dezelfde plaatsen en mensen opnieuw te fotograferen. Het Kheel Center aan Cornell University heeft een verzameling van haar werk.

## Fotogalerij

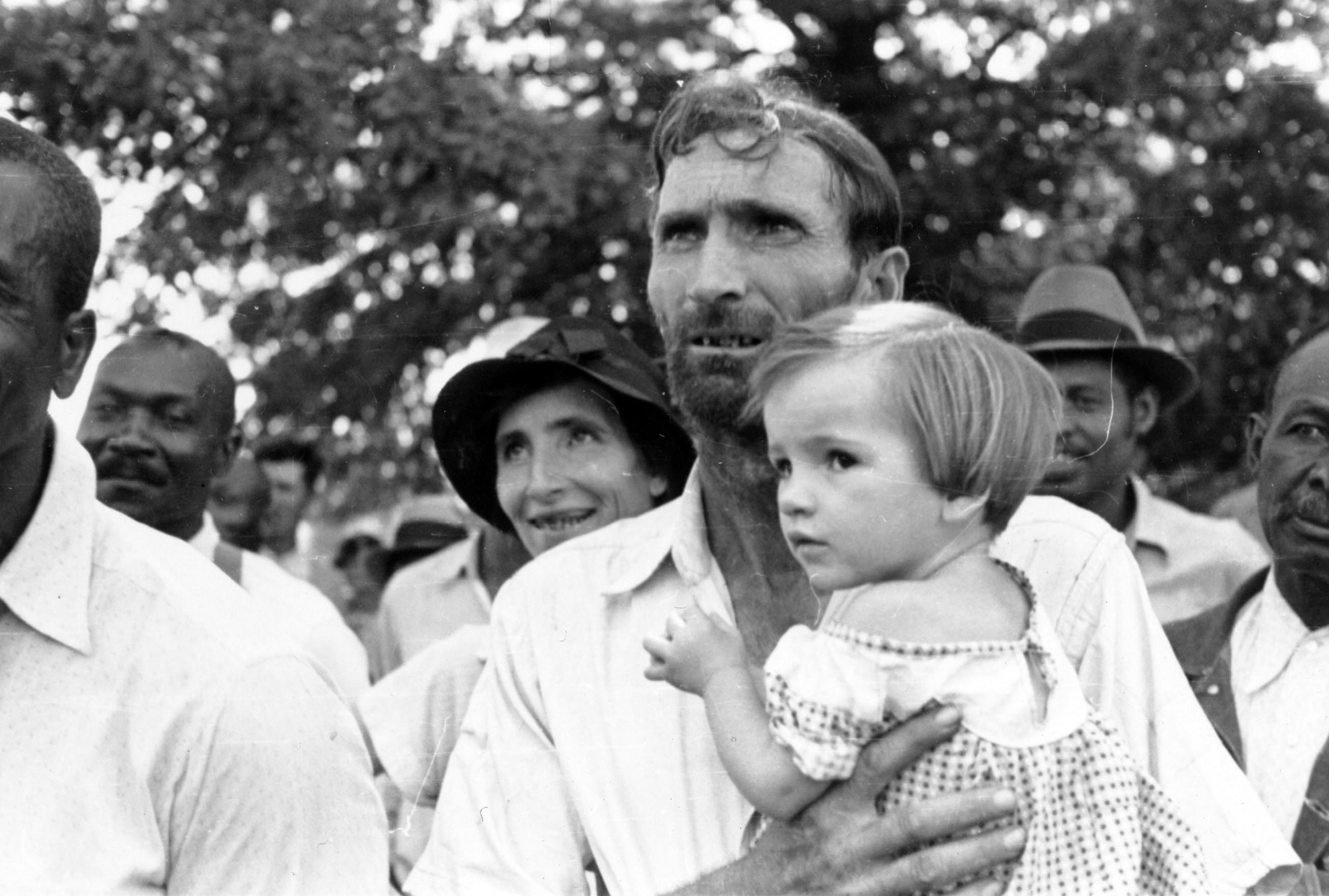
Man met kind tijdens een STFU-bijeenkomst in de openlucht (1937)
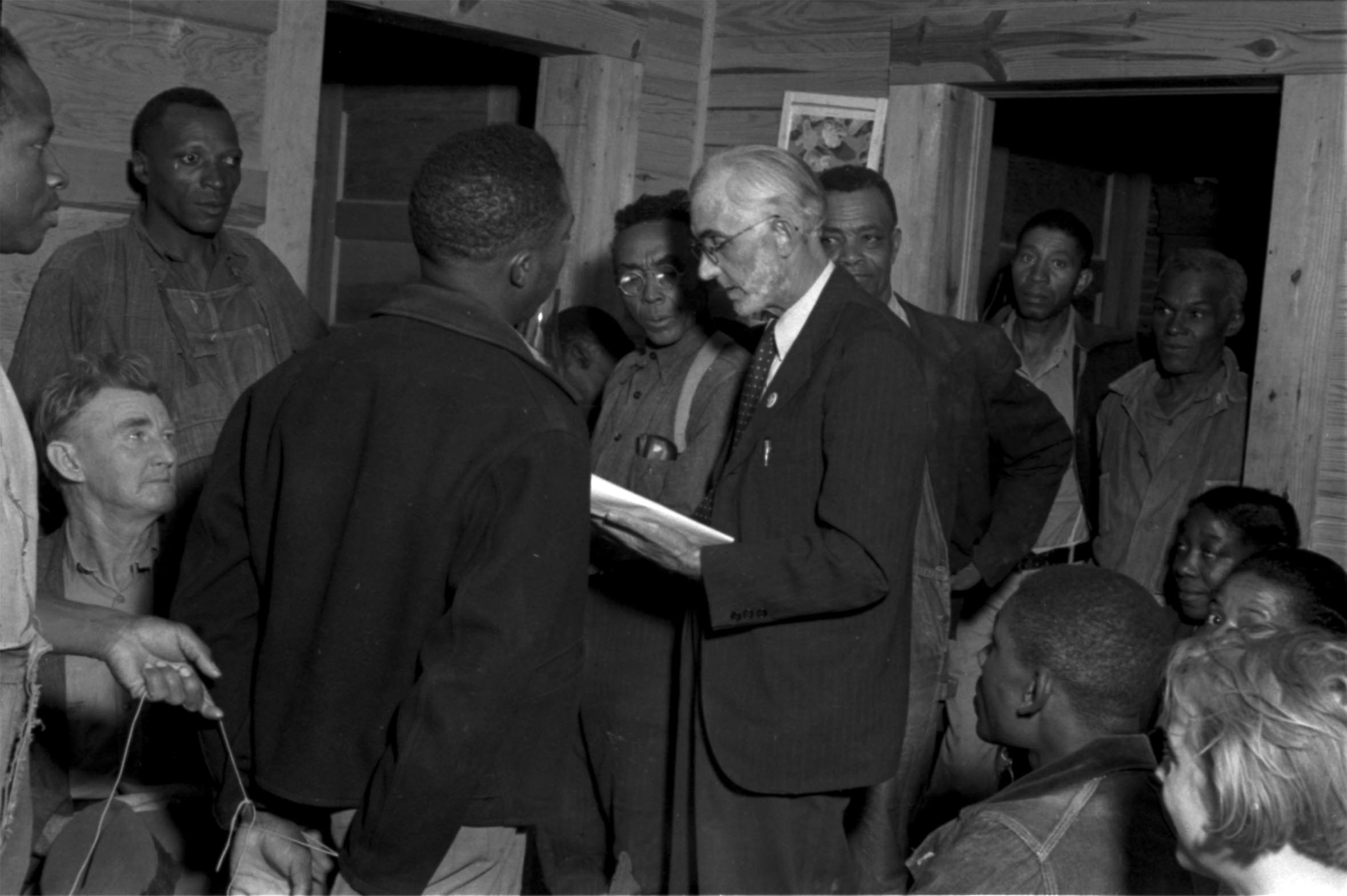
Vader William Blackstone zweert een nieuw STFU-lid in (1937)
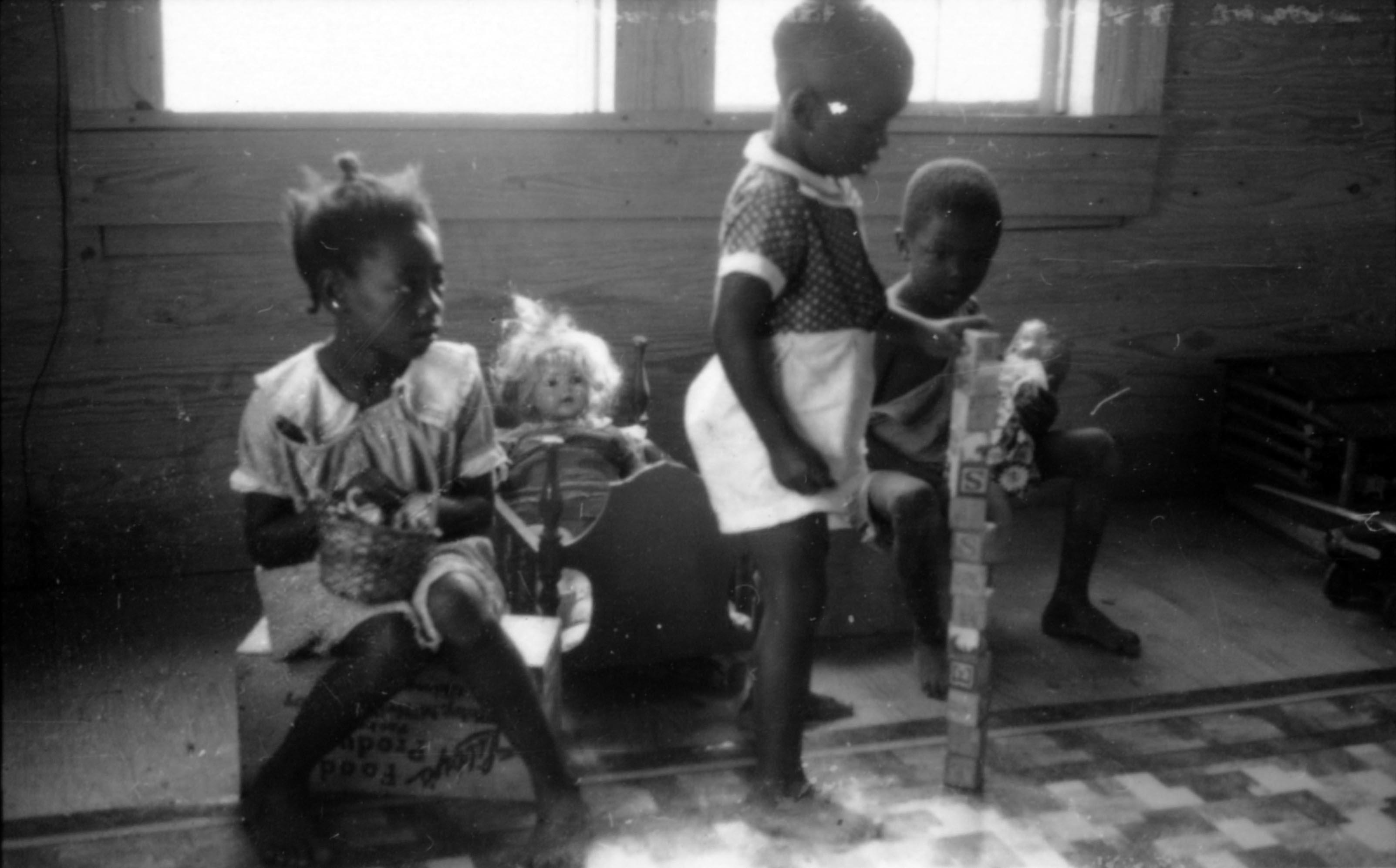
Drie zwarte kinderen spelen met poppen en alfabetblokken in Delta Cooperative (1937)
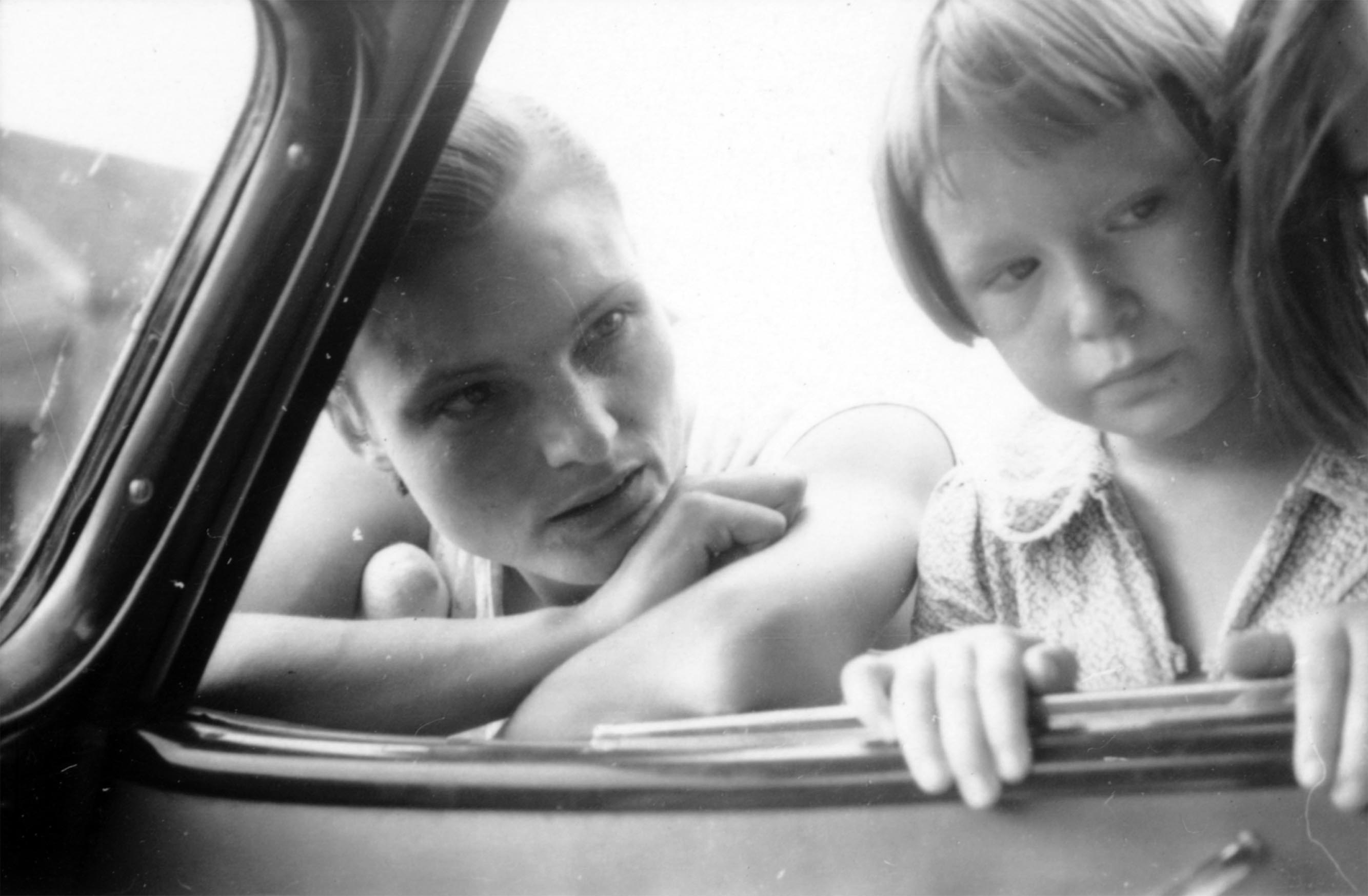
Vrouw en kind kijken naar binnen door het autoraampje (1937)